# 北海道白糠養護学校
北海道白糠養護学校（ほっかいどう しらぬかようごがっこう）は、北海道社会福祉事業団白糠学園に併設された道立特別支援学校。2023年（令和５年）３月をもって閉校。沿革コーナーは北海道釧路鶴野支援学校に設置されている。

## 概要
道東地域における肢体不自由のある児童生徒に対して教育が行われていた。

## 設置学部
- 小学部
- 中学部
- 高等部